# Arkiv Västmanland
Arkiv Västmanland är en länstäckande organisation för enskilda arkiv i Västmanlands län, det vill säga arkiv från den enskilda sektorn såsom företag, föreningar, privatpersoner med mera.
Arkiv Västmanland har kontor på Engelbrektsgatan 3 i Västerås, ingång Västerås stadsbiblioteks fackavdelning. Arkiv Västmanland driver även ett länsdelsarkiv i Kolsva – Hedströmsdalsarkivet – har depå i Fagersta, samt sköter om Svanå bruksarkiv och Fagersta bruks- och föreningsarkiv för ägarnas räkning.
Arkiv Västmanland är bland annat medlem i Näringslivsarkivens förening, Folkrörelsernas arkivförbund och Föreningen Bergslagsarkiv.